# Новая Нечаевка
Новая Нечаевка — посёлок в составе Булгаковского сельского поселения в Кочкуровском районе республики Мордовия.

## География
Находится на расстоянии примерно 14 километров по прямой на запад от районного центра села Кочкурово.

## История
Основан в годы столыпинских реформ в начале XX века переселенцами из села Старая Нечаевка. В 1914 году учтён как хутор Саранского уезда из 19 дворов.

## Население
Постоянное население составляло 15 человек (русские 100 %) в 2002 году, 3 в 2010 году.